# Le Provocateur
Ne doit pas être confondu avec Le Provocateur (roman).
Pour plus de détails, voir Fiche technique et Distribution.
Le Provocateur (titre original : Lady and Gent) est un film américain réalisé par Stephen Roberts, sorti en 1932.

## Synopsis
Percival Bailey, un boxeur en déclin surnommé Slag, est battu lors d'un combat par le jeune Buzz Kinney, ce qui lui fait perdre son argent ainsi qu'à son manager Pin Streaver. Cash Enright, l'organisateur des combats de Slag, le renvoie alors en lui disant qu'il est fini. Le même soir, Pin, qui a désespérément besoin d'argent, essaie de cambrioler le coffre de Cash, mais il est abattu par un policier. Dans les poches de Pin, Slag trouve les clés d'une maison à Ironton et Puff Rogers, l'amie de Slag, en déduit que Pin menait une double vie. Ils trouvent un télégramme destiné à James Streaver, où un certain Ted demande à voir Pin à Ironton le lendemain. 
Lorsqu'ils se rendent à la maison de Pin, ils trouvent un jeune garçon qui dit être le fils de James Streaver. Slag réalise alors pourquoi Pin avait tant besoin d'argent, et il annonce à Ted que Pin est mort. Slag et Puff décident alors de s'occuper de Ted. Slag trouve un travail à l'aciérie, pendant que Puff regrette de ne pouvoir retourner à Broadway. Ted grandit et devient une vedette du football, pendant que Slag boxe le soir pour gagner de quoi lui payer le collège. Un jour, Slag est arrêté lors d'un combat clandestin et retrouve en prison Buzz Kinney, ruiné après un mauvais mariage. Un jour Ted arrive à la maison accompagné de Cash Enright, qui lui promet une carrière de boxeur s'il renonce au collège. Puff jette Enright dehors, en lui disant qu'il ne corrompra pas leur fils, mais Ted a envie de gagner rapidement de l'argent. Slag est forcé de frapper Ted pour le faire rester et, lorsque Ted met Slag KO, Puff lui rappelle les sacrifices que Slag a faits pour lui. 
Pris de remords, Ted demande alors à Slag et à Puff de l'adopter officiellement, et pour cela ils se marient.

## Fiche technique
- Titre original : Lady and Gent
- Titre français : Le Provocateur
- Réalisation : Stephen Roberts
- Scénario : Grover Jones, William Slavens McNutt
- Photographie : Harry Fischbeck
- Musique : John Leipold
- Son : Gene Merritt
- Société de production : Paramount Pictures
- Société de distribution : Paramount Pictures
- Pays de production :  États-Unis
- Langue originale : anglais
- Format : Noir et blanc — 35 mm — 1,37:1 — Son : Mono (Western Electric Noiseless Recording)
- Genre : Film dramatique
- Durée : 84 minutes (1 h 24)
- Dates de sortie :
  - États-Unis : 15 juillet 1932
  - France : 23 juin 1933

## Distribution
- George Bancroft : "Stag" Bailey
- Wynne Gibson : "Puff" Rogers
- Charles Starrett : Ted Streaver
- James Gleason : "Pin" Streaver
- John Wayne : "Buzz" Kinney
- Morgan Wallace : Cash Enright
- James Crane : McSweeley
- William Halligan : Doc Hayes
- Billy Butts : Ted (à 9 ans)
- Joyce Compton : Betty
- Syd Saylor : Joe
- Charley Grapewin : l'épicier
- Frank McGlynn Sr. : le proviseur

## Récompenses et distinctions

### Nominations
- Oscars 1934 : Grover Jones, William Slavens McNutt pour l'Oscar de la meilleure histoire originale